# Сной, Йоже
Йоже Сной (словен. Jože Snoj, 17 марта 1934, Марибор — 7 октября 2021) — словенский поэт и прозаик.

## Биография
Из богатой и влиятельной словенской семьи, его дядя был крупным функционером Словенской народной партии, министром в правительстве Королевства Югославия. В 1941 семья бежала от нацистов к родственникам матери в Нижнюю Крайну, в тот период принадлежавшую Италии, затем, напротив, спасалась в Любляне от коммунистически настроенных партизан Крайны. В 1947 его дядя был приговорен к 20 годам заключения за организацию либерально-демократической оппозиции Тито и его режиму.
В 1960 Йоже Сной закончил отделение славянской филологии Люблянского университета. Работал в газете Труд (1961—1971), затем до 1993 — в Государственном издательстве Словении.
Живет в Любляне.

## Творчество
Вместе с Дане Зайцем, Марьяном Рожанцем и др. составил литературное поколение, сложившееся под воздействием модернистской поэтики Эдварда Коцбека и противопоставившее себя канону соцреализма. Коммунистический литературный истеблишмент критиковал творчество Сноя и его единомышленников как декадентское и нигилистическое.
Автор многих книг для детей.

## Избранные произведения
- 1963 — Стоглазая мельница/ Mlin stooki, стихи
- 1966 — Дама с ментолом/ Gospa z mentolom, новеллы
- 1968 — Конница словенских гоплитов/ Konjenica slovenskih hoplitov, стихи
- 1969 — Barabakos in kosi, повесть
- 1969 — Коридор/ Hodnik, роман
- 1971 — Lajna drajna, стихи
- 1971 — Негатив Гойко Мрича/ Negativ Gojka Mrča, роман
- 1973 — Баллады для голоса и трещоток/ Balade za glas in raglje, стихи
- 1973 — Stop za pesmico, стихи
- 1976 — Стихи для девочек/ Pesmi za punčke
- 1978 — Hišica brez napisa, повесть
- 1978 — Йосип Мурн, монография
- 1978 — Иосиф, или Рано обнаруженный рак сердца/ Jožef ali Zgodnje odkrivanje srčnega raka, роман
- 1978 — Стихотворения/ Pesmi
- 1982 — Висельный холм/ Gavžen hrib, автобиографический роман о военном детстве
- 1983 — Sanjska miška, сказка
- 1983 — Srečni ščurek, повести
- 1983 — Элегии по отцу и отчизне/ Žalostinke za očetom in očetnjavo, стихи
- 1984 — Стихи для девочек и мальчиков/ Pesmi za punčke in pobe
- 1985 — Domen Brezdomi in deklica Brezimena, роман-сказка
- 1986 — Fuga v križu, роман
- 1987 — Pravljica o vodni kapljici, сказка
- 1987 — Убитая земля/ Ubijanje zemlje, эссе
- 1987 — Zarika iz zarje , сказка
- 1988 — Gabrijel in Mihael, драма
- 1988 — Škorček norček, повесть
- 1989 — Palčki so! Za vse tiste, ki še hodijo s plišastimi medvedki spat
- 1990 — Čudenja in zrenja
- 1990 — Заколдованный дом/ Zakleta hiška, повесть
- 1991 — Парадокс Хандке/ Handkejev paradoks: P.H. in mit slovenstva v njegovem pripovednem pesništvu, эссе
- 1991 — Утро мира/ Jutro sveta, сказки
- 1993 — Гадая о Боге/ Bajanja o Bogu, повести
- 1993 — Духовные стихи/ Duhovne pesmi, стихи
- 1993 — Между словом и Богом/ Med besedo in Bogom, эссе
- 1997 — Хижина Ноя/ Noetova bajta, маленький роман
- 1997 — Через сад и по равнине, через год и через день/ Skozi vrt in čez plan skozi leto in dan, стихи
- 1999 — Метаморфозы страха/ Metamorfoza groze, эссе
- 2000 — Господин Пепи/ Gospod Pepi ali zgodnje iskanje imena, роман
- 2004 — Картины внутренней жизни/ Poslikava notranjščine: (al fresco), стихи
- 2005 — Название рассказа/ Ime zgodbe: (varianta in variacije): eseji in zapisi, эссе и записки
- 2006 — Дама и полицейский/ Gospa in policaj ali Pozen obračun s slovensko žalostjo, роман
- 2008 — Вехи нигдейи/ Kažipot brezpotij, стихи
- 2009 — Убить змия/ Ubijanje kače ali Zapoznela sporočila o Gadu, роман
- 2012 — Балканский сбор/ Balkan sobranie, роман (в печати)

## Признание
Лауреат крупнейших литературных наград страны: премий Левстика (1969 и 1976, за детскую литературу), Грума (1987), Рожанца (1994), Енко (2004), Вероники (2009), Прешерна за жизненное достижение (2012).